# 巴比克尔·阿瓦达拉
巴比克尔·阿瓦达拉（阿拉伯語：بابكر عوض الله；1917年3月2日—2019年1月17日），苏丹阿拉伯民族主义政治人物，1969年5月25日至1969年10月27日间担任苏丹总理。

## 早年生活
阿瓦达拉1917年3月2日生于白尼罗州，1940年毕业于戈登纪念学院法学院。

## 职业生涯
1954年至1957年，阿瓦达拉担任苏丹议会下议院议长。1964年，他反对苏丹军队，后来十月革命发生，革命后，他于1964年成为苏丹首席大法官。1967年，阿瓦达拉辞去首席大法官职务，抗议政府拒绝恢复苏丹共产党的地位。苏丹共产党被禁止出席议会，而这一禁令是违宪的。

## 内阁

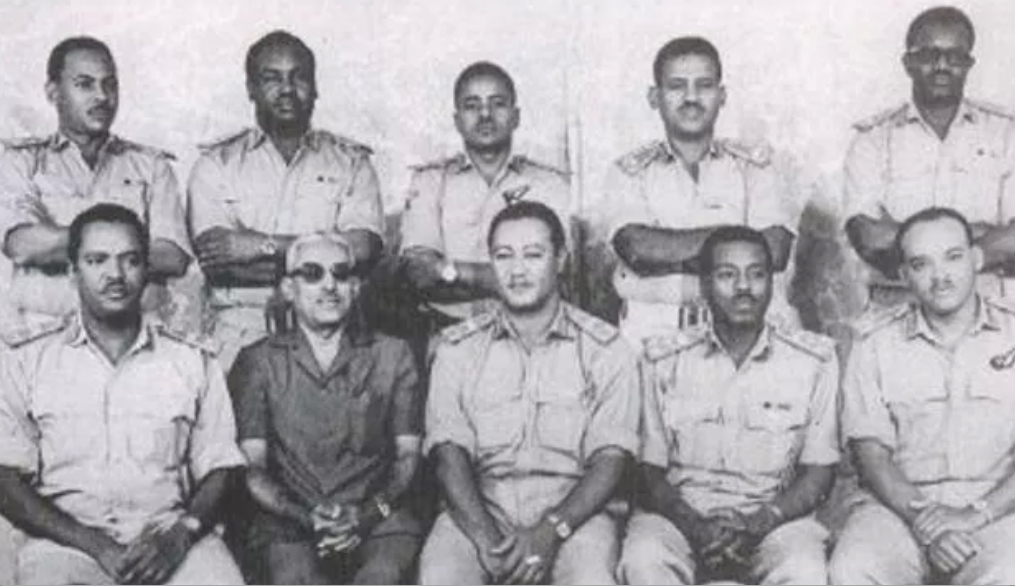
阿瓦达拉与1969年5月政变领导人

阿瓦达拉曾参与1969年5月政变。加法尔·尼迈里凭借政变登上总统职位。
1969年5月25日，阿瓦达拉当选总理和外交部长。总理任期于1969年10月27日结束，外交部长任期1971年结束。之后，阿瓦达拉于1971年担任副总理兼司法部长，1972年至1973年担任苏丹副总统。

## 联合国
在1969年9月23日的一次大会会议上，阿瓦达拉警告说，美国在阿以冲突期间支持以色列的决定可能会导致中东使用核武器。

## 晚年生活
1972年后，阿瓦达拉移居到埃及，后来又移居到爱尔兰都柏林。阿瓦达拉于2019年1月17日去世，享年101岁。